# Rue du Faisan (Strasbourg)
Pour les articles homonymes, voir Rue du Faisan.
La rue du Faisan (en alsacien : Fasanegass) est une rue du centre de Strasbourg (Bas-Rhin), qui va du no 26, de la rue des Juifs au no 27, rue des Frères. 

## Histoire

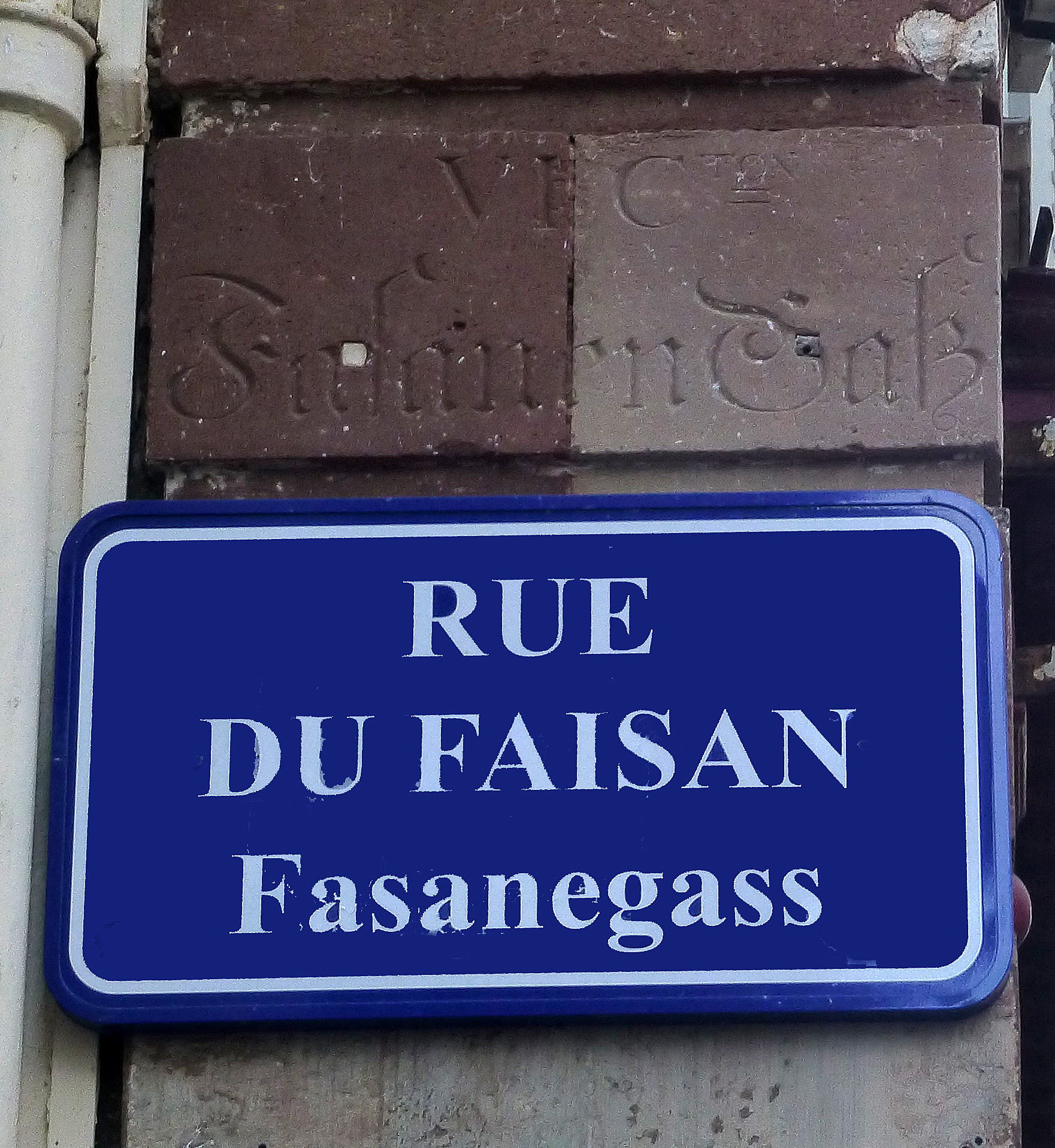
Plaque bilingue, en français et en alsacien.

Médiévale d'aspect, elle doit son nom à l'enseigne peinte d'un faisan que porte, en 1343, le no 4.
Au fil des siècles, la voie porte successivement différents noms, en allemand ou en français : Vasandesgasse (1343), Fassangasse (1580), Fasengasse (1680), rue des Faisans (1792), rue des Sans-Culottes (1794), rue du Faisan (1817), Fasanengasse (1872), rue du Faisan (1918), Fasanengasse (1940), rue du Faisan (1945).
Des plaques de rues bilingues, à la fois en français et en alsacien, sont mises en place par la municipalité à partir de 1995. C'est le cas de la Fasanegass, littéralement « ruelle du Faisan ».

## Bâtiments remarquables

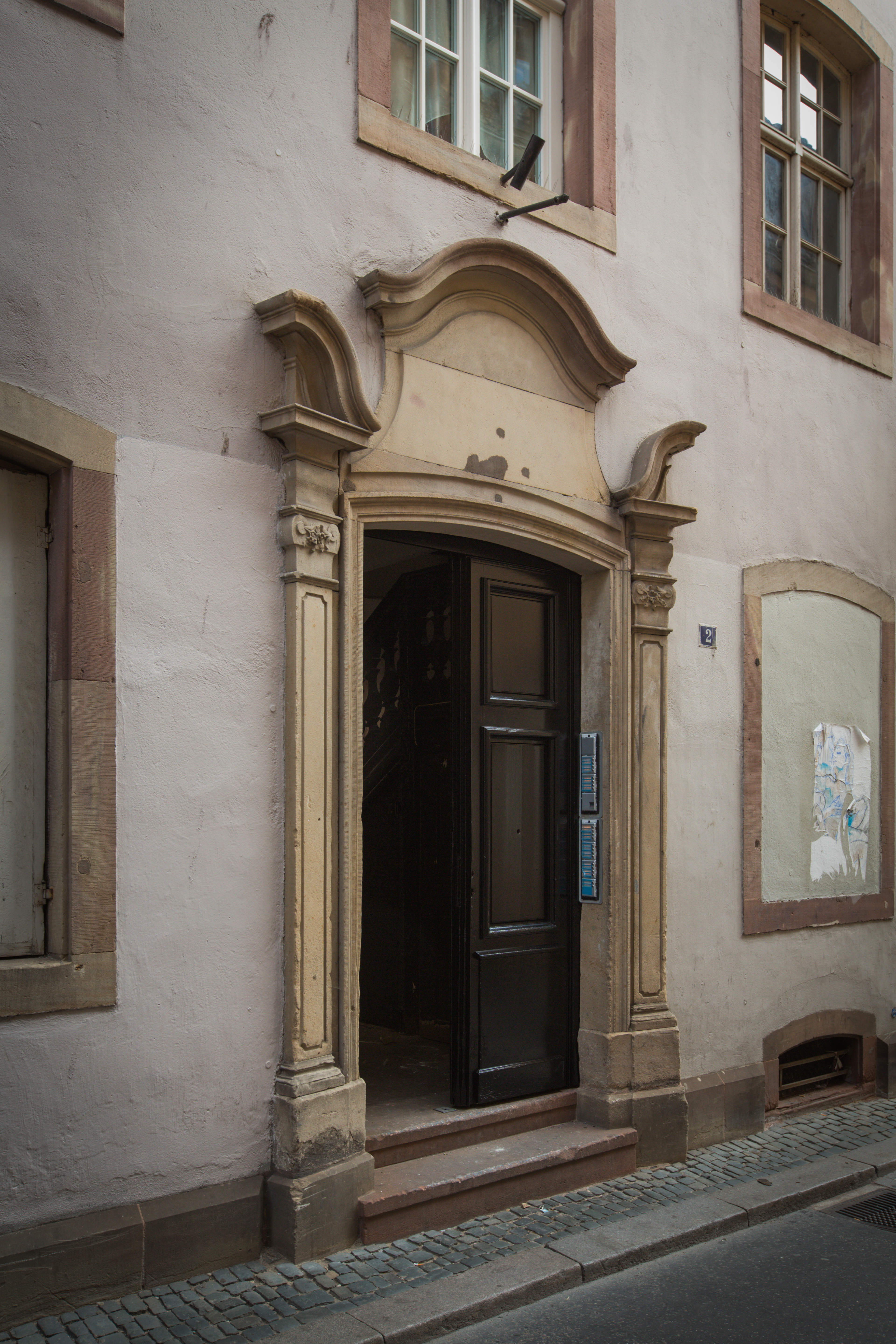
Portail du no 2.

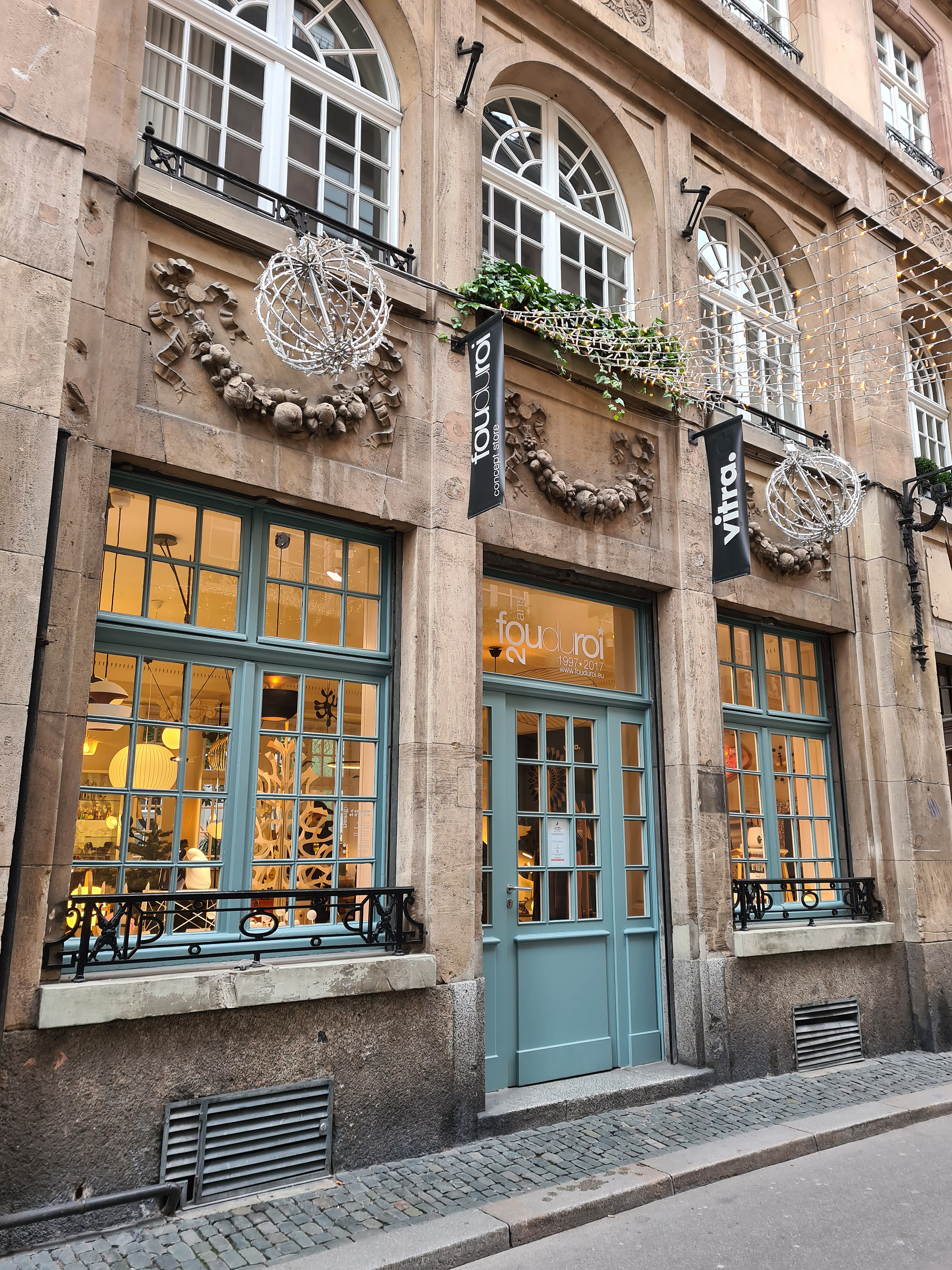
Façade du no 4.

Toutes les maisons portent des numéros pairs et donnent sur la rue du côté oriental, alors que le côté occidental est occupé principalement par l'ancienne maison canoniale du 27, rue des Frères.
- no 2 : Reconstruite en 1734 pour Jean Nicolas Zäpfel, maître de la Grue, ne formant qu'une seule propriété avec la maison d'angle du 29, rue des Frères, la demeure est restée dans la famille Zäpfel de 1707 à 1842[5]. Elle se distingue par un portail à fronton dit « inversé[2]», « éclaté[1]» ou « interrompu[5]», qui correspond à une mode répandue dans le rococo allemand[2].
L'édifice fait l'objet d'une inscription au titre des monuments historiques depuis 1931[6].
- no 4 : Cette maison a été reconstruite en 1774 pour l'ammestre Poirot[7] par le maçon Jean Jacques Fessler. Les étages supérieurs sont remaniés en style néoclassique, d'abord en 1847, puis en 1901. Dans la cour se trouve la sculpture d'un faisan décapité[1].
- no 6 : Remaniée au XIXe siècle, la bâtisse conserve un portail de 1546[1].
- no 8 : Elle ne forme d'abord qu'une seule propriété avec le no 9 de la rue des Pucelles. En 1838, le marchand épicier Jacques Ignace Chevallier l'acquiert, puis dix ans plus tard une maison voisine. En 1854, il reconstruit un seul bâtiment à la place des deux anciens. Au XXe siècle, le rez-de-chaussée est transformé en locaux commerciaux[8], puis en restaurant[9]
- no 10 : Maison Renaissance de 1562, elle est dotée d'une loggia[1].

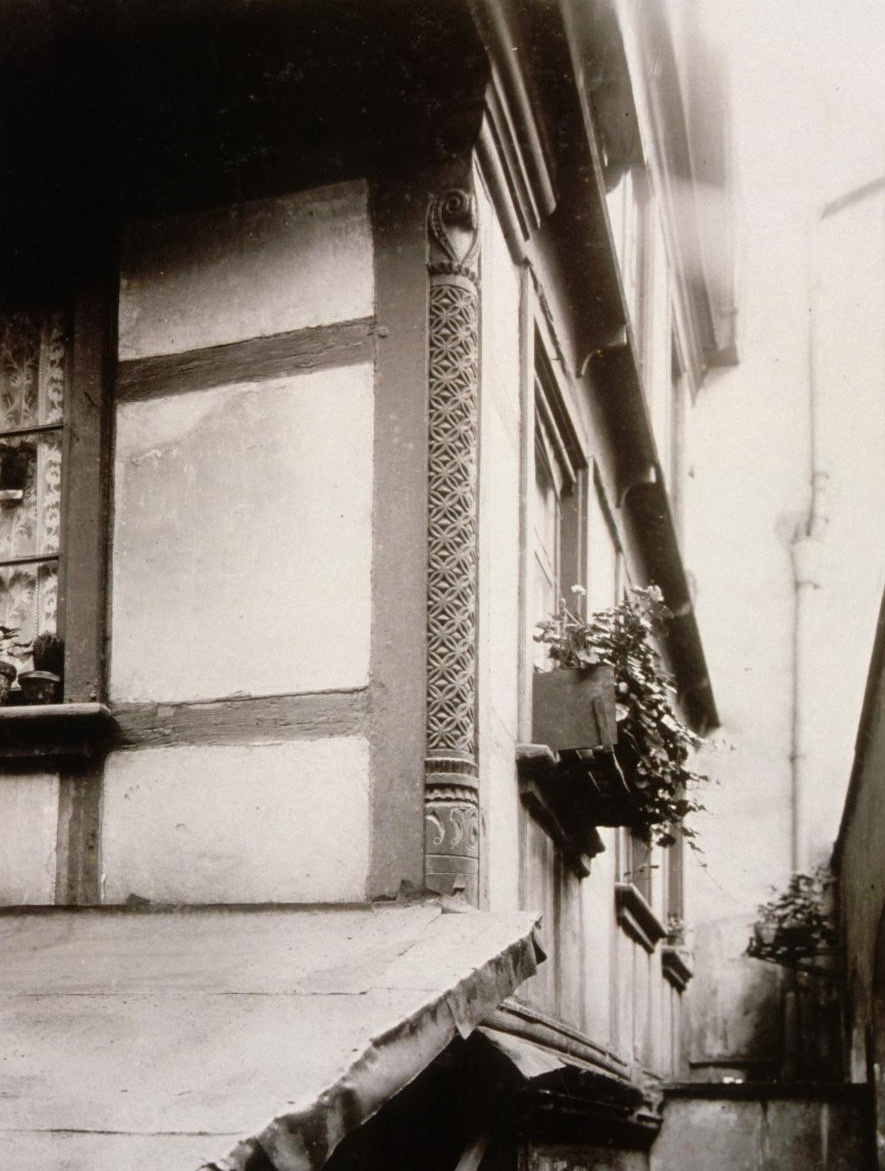
Poutre d'angle du no 10.
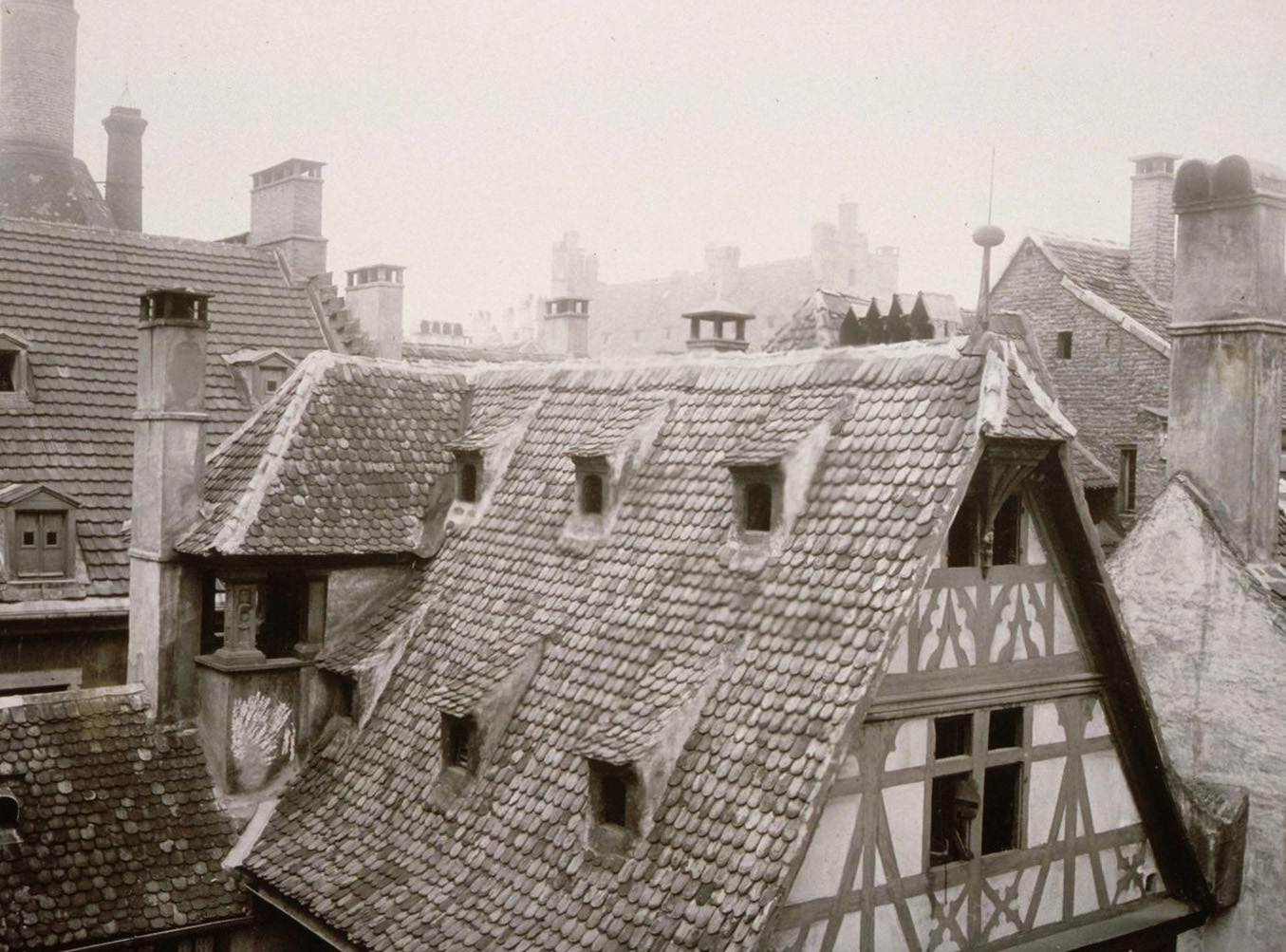
Toiture du no 10.
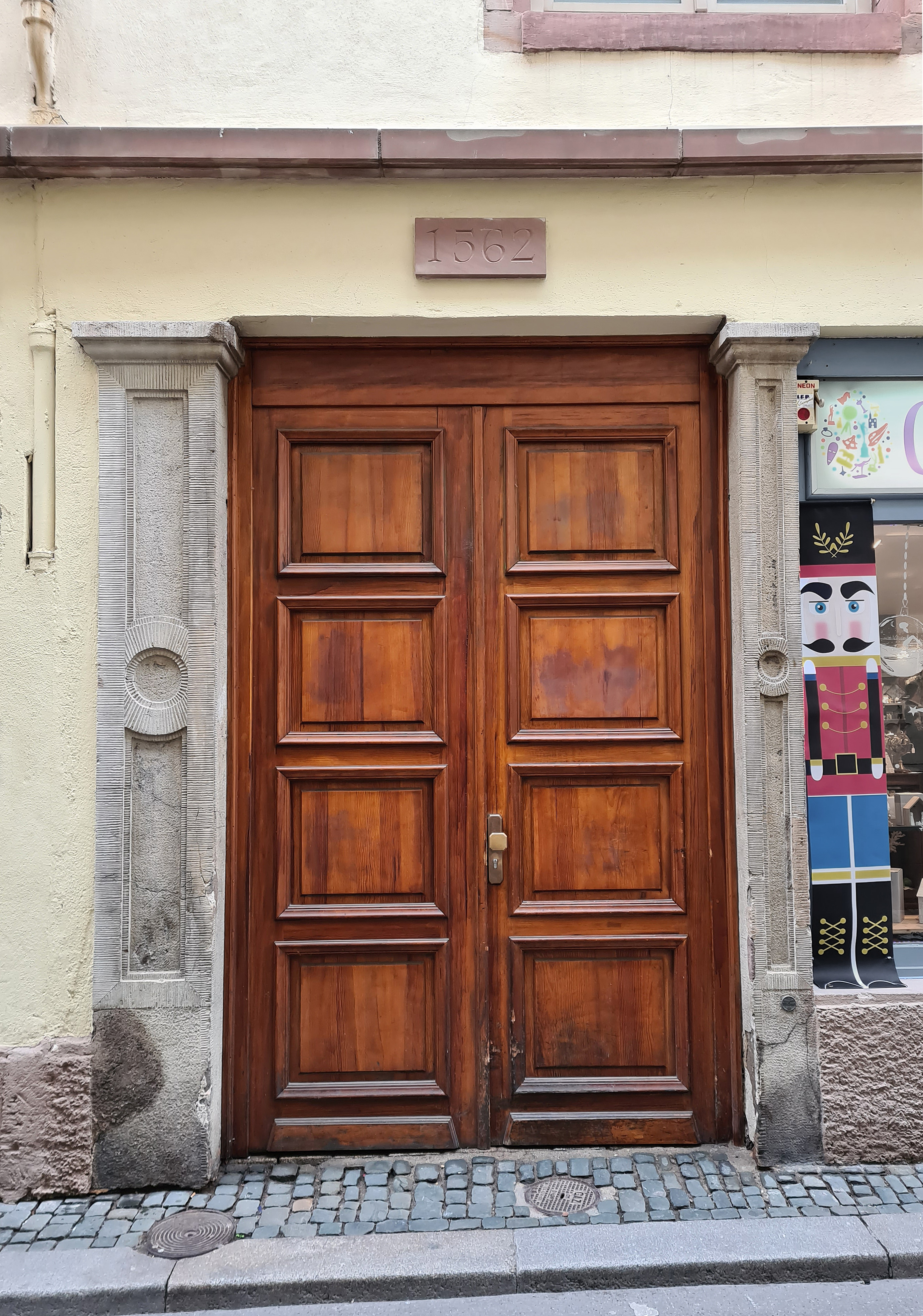
Portail du no 10.

- no 14 : Formant l'angle avec la rue des Juifs, cette maison du XVIIIe siècle est dotée d'un portail rococo daté de 1740 et de fenêtres à crossettes[1].

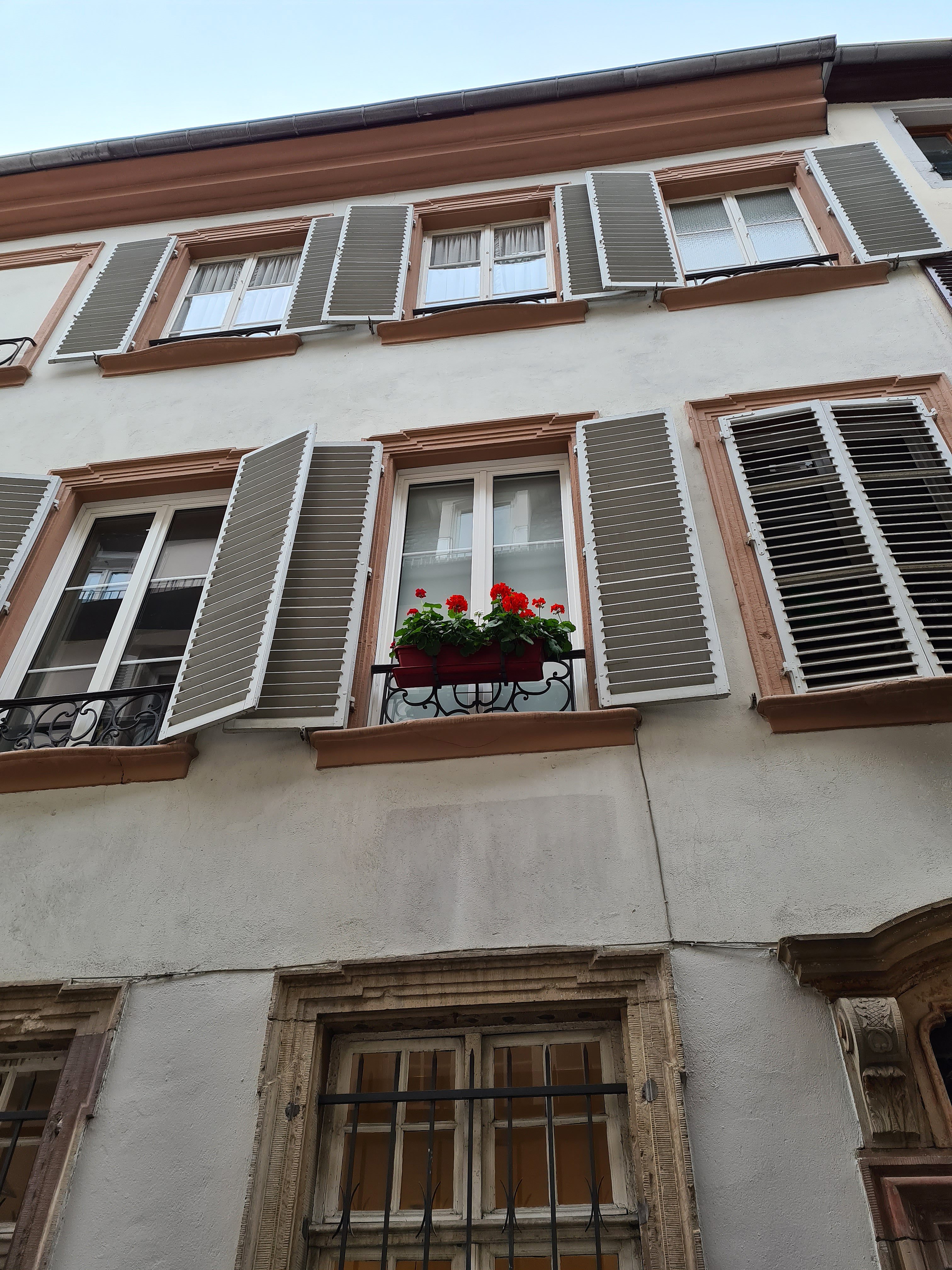
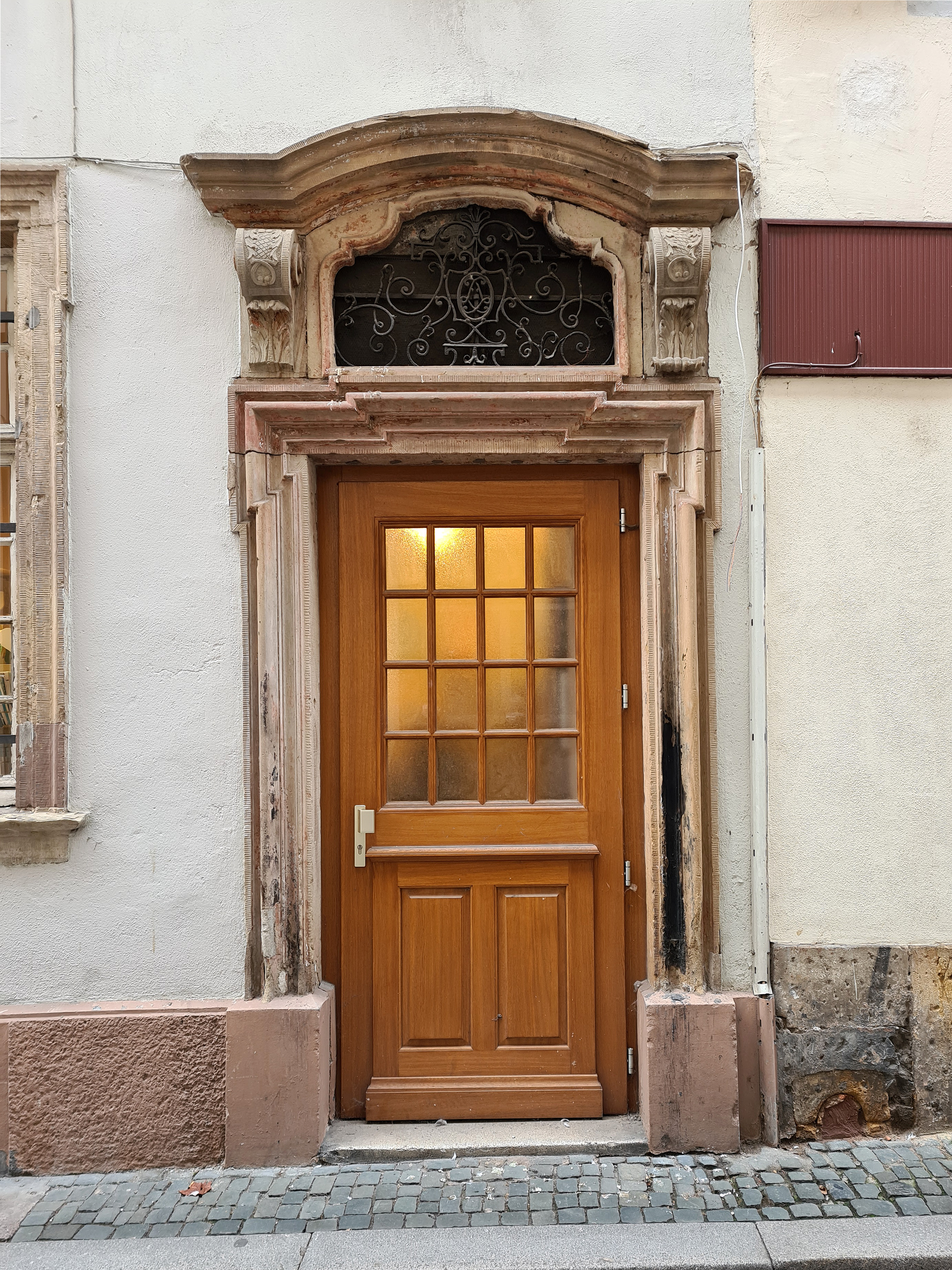
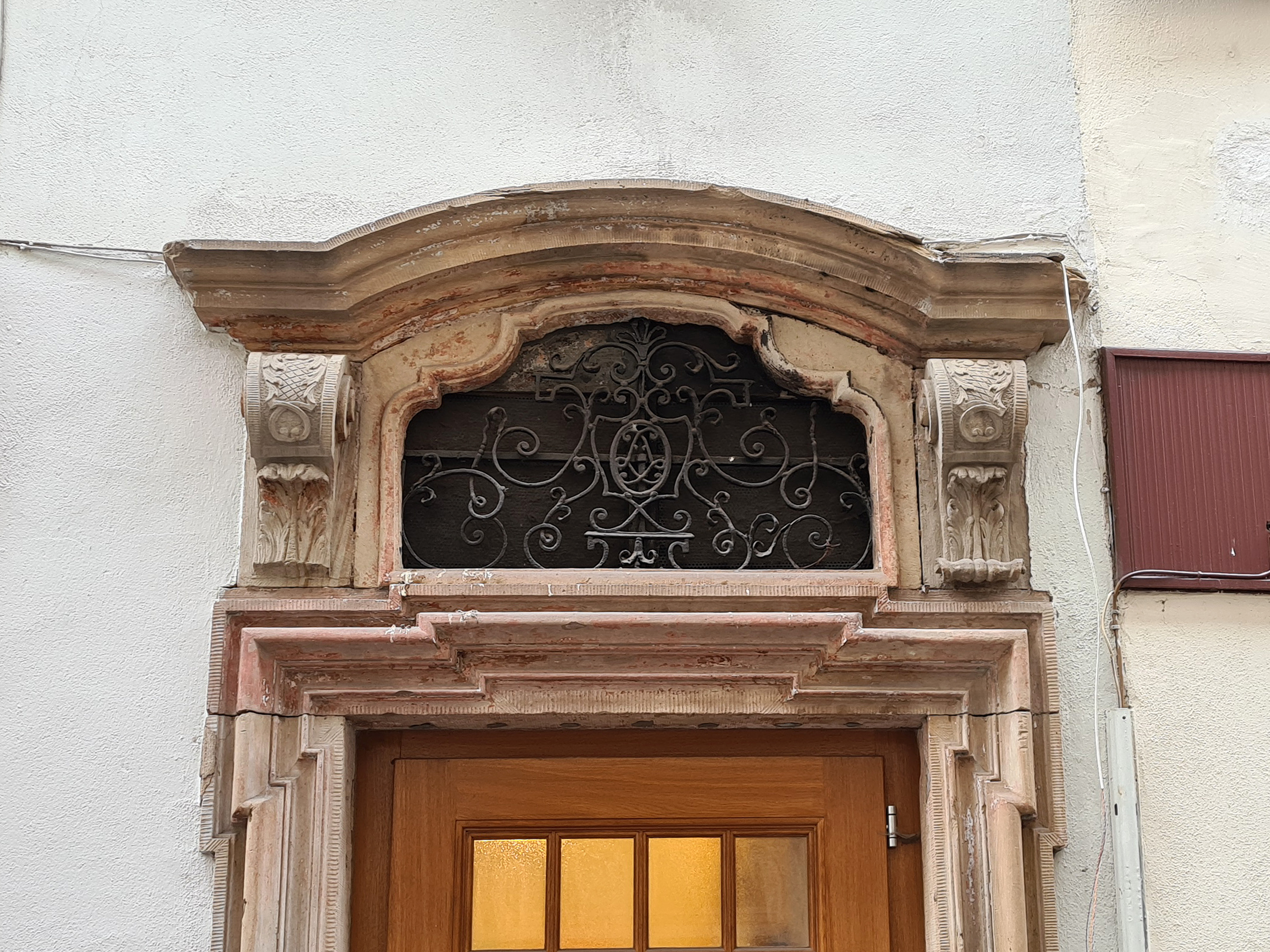

Au XVIe siècle, Sébastien Mueg, cité par Frédéric Piton, dit en parlant de la communauté juive, nombreuse dans le quartier : « Au coin de la rue des Juifs et de la rue du Faisan ils tenaient leur banque et recette dans une maison contenant beaucoup de pièces voûtées et barrées de fer. »